# Liste der Kulturdenkmale in Altenbeuthen
In der Liste der Kulturdenkmale in Altenbeuthen sind alle Kulturdenkmale der thüringischen Gemeinde Altenbeuthen (Landkreis Saalfeld-Rudolstadt) und ihrer Ortsteile aufgeführt (Stand: 12. Februar 2013).

## Altenbeuthen
| Bild                           | Bezeichnung | Lage               | Datierung | Beschreibung                                           | ID |
| ------------------------------ | ----------- | ------------------ | --------- | ------------------------------------------------------ | -- |
| weitere Bilder Fotos hochladen | Dorfirche   | Ortsstraße (Karte) |           | Kirche mit Ausstattung, altem Friedhof und Einfriedung |    |

## Altenroth
| Bild | Bezeichnung   | Lage    | Datierung | Beschreibung                          | ID |
| ---- | ------------- | ------- | --------- | ------------------------------------- | -- |
| BW   | Wohnstallhaus | (Karte) |           | Wohnstallhaus des ehemaligen Vorwerks |    |

## Quelle
- Denkmalliste des Landkreises Saalfeld-Rudolstadt. (PDF; 632 kB) kreis-slf.de